# Mistrzostwa Europy w Lekkoatletyce 2014 – bieg na 5000 m mężczyzn
Bieg na 5000 metrów mężczyzn – jedna z konkurencji biegowych rozgrywanych podczas lekkoatletycznych mistrzostw Europy na Letzigrund Stadion w Zurychu.
Tytułu mistrzowskiego z poprzednich mistrzostw bronił Brytyjczyk Mo Farah.

## Terminarz
| Data        | Godzina |       |
| ----------- | ------- | ----- |
| 17 sierpnia | 18:30   | Finał |

## Rekordy
Tabela prezentuje rekord świata, rekord Europy, najlepsze osiągnięcie na Starym Kontynencie, a także najlepszy rezultat na świecie w sezonie 2014 przed rozpoczęciem mistrzostw.
|                          | Zawodnik         | Wynik    | Miejsce   | Data                  |
| ------------------------ | ---------------- | -------- | --------- | --------------------- |
| Rekord świata            | Kenenisa Bekele  | 12:37,35 | Hengelo   | 31 maja 2004(dts)     |
| Listy światowe           | Edwin Soi        | 12:59,82 | Paryż     | 5 lipca 2014(dts)     |
| Rekord mistrzostw Europy | Jack Buckner     | 13:10,15 | Stuttgart | 31 sierpnia 1986(dts) |
| Rekord Europy            | Mohammed Mourhit | 12:49,71 | Bruksela  | 25 sierpnia 2000(dts) |

## Rezultaty

### Finał
| Msc. | Zawodnik           | Kraj            | Czas     | Uwagi |
| ---- | ------------------ | --------------- | -------- | ----- |
| 1 !  | Mo Farah           | Wielka Brytania | 14:05,82 |       |
| 2 !  | Hayle İbrahimov    | Azerbejdżan     | 14:08,32 |       |
| 3 !  | Andy Vernon        | Wielka Brytania | 14:09,48 |       |
| 4.   | Richard Ringer     | Niemcy          | 14:10,92 |       |
| 5.   | Roberto Aláiz      | Hiszpania       | 14:11,47 |       |
| 6.   | Bouabdellah Tahri  | Francja         | 14:11,62 |       |
| 7.   | Arne Gabius        | Niemcy          | 14:11,84 |       |
| 8.   | Antonio Abadía     | Hiszpania       | 14:11,89 |       |
| 9.   | Ali Kaya           | Turcja          | 14:12,53 |       |
| 10.  | Tiidrek Nurme      | Estonia         | 14:13,89 | SB    |
| 11.  | Jesús España       | Hiszpania       | 14:14,57 |       |
| 12.  | Tom Farrell        | Wielka Brytania | 14:15,93 |       |
| 13.  | Brenton Rowe       | Austria         | 14:16,46 |       |
| 14.  | Marouan Razine     | Włochy          | 14:16,95 |       |
| 15.  | Soufiane Bouchikhi | Belgia          | 14:17,43 |       |
| 16.  | Bashir Abdi        | Belgia          | 14:24,73 |       |